# Muhàmmad Xah de Delhi

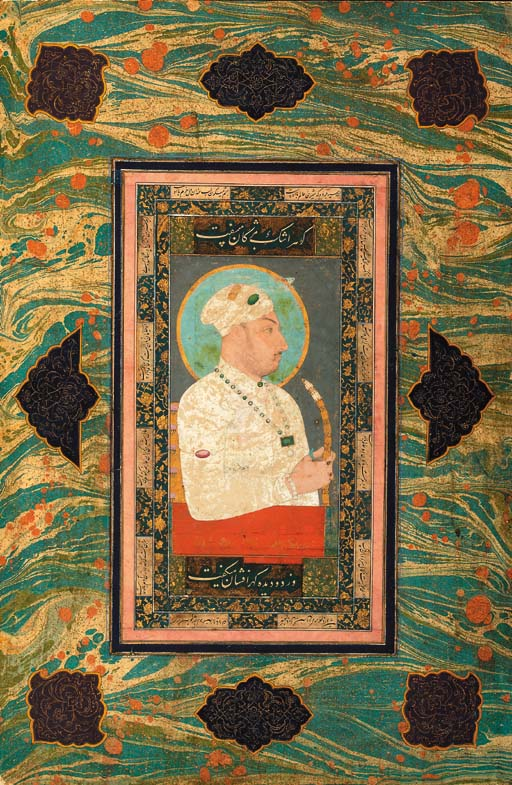
Muhammad Shah

Nàssir-ad-Din Muhàmmad-Xah ibn Jahan-Xah ibn Xah Alam I (7 d'agost de 1702-16 d'abril de 1747), de malnom Rawsgab Akhtar (Estrella Brillant) fou emperador mogol de Delhi. El seu pare Jahan Xah era un dels tres germans que havien mort en la lluita contra el germà gran Jahandar Shah. Fou elevat al tron pels germans Sayyids (Sàyyid Abd-Al·lah i Sàyyid Hussayn) després dels breus regnats dels seus cosins Rafí ud-Darajat (1719) i Rafí ud-Daulat (o Xah Jahan II, 1719), el 29 de setembre de 1719.
Els primera anys de regnat foren dominats pel noble turc Kamar al-Din Kilidj Khan conegut com a Nizam al-Mulk, que el 1723 va anar a Delhi i va exercir amb nota les funcions de ministre i poc després va derrotar els que li disputaven el poder al Dècan el 1724 i va fundar el que fou conegut com l'estat del Nizam o estat d'Hyderabad (perquè poc després va establir la capital a la població d'Hyderabad) i va fundar una dinastia virtualment independent (els asàfides o Asaf Jah) amb títol inicial de subadar i després de nizam.
Després van venir el marathes que van atacar Gujarat, Malwa i el Dècan. El peshwa Baji Rao no va poder ser aturat pel general imperial Muhammad Khan Bangash i el nizam amb prou feines el va poder contenir al Dècan. El 1739 Nadir Shah de Pèrsia va envair l'Índia, va derrotar el general imperial Khan Dawran prop de Karnal (febrer del 1739) i va entrar a Delhi sense oposició, fent llegir la khutba en nom propi i encunyant monedes amb el seu nom. Nadir va casar al seu fill més jove, Nasr Allah Mirza, amb una filla de l'emperador, el qual a més va haver de pagar una gran indemnització de guerra incloent el famós tron del Paó de Shah Jahan I i cedir tots els territoris al nord i nord-oest de l'Indus. Abans de tornar a Kabul va deixar Delhi devastada.
Després d'això els governador Dafdar Jang a Oudh, Zakariyya Khan al Panjab i Multan, Ali Werdi Khan i Mahabat Jang a Bengala i Bihar-Orissa es van fer independents i es van unir al nizam del Dècan. Encara una nova amenaça va afectar poc després a l'imperi: l'afganès (rohilla) Ali Muhammad-Khan es va apoderar del Katehr (després Rohilkhand). El 1747 l'afganès Ahmad Shah Durrani va envair l'Índia encara que finalment fou rebutjat després d'una batalla prop de Sirhind.
Va morir el 16 d'abril de 1748 i fou enterrat a Delhi. El va succeir el seu fill Ahmad Shah Bahadur.